# Felice Boghen
Felice Boghen (Venezia, 23 gennaio 1869 – Firenze, 25 gennaio 1945) è stato un compositore, pianista, musicologo e direttore d'orchestra italiano.

## Biografia
Fratello della scrittrice Emma Boghen Conigliani, si diplomò in pianoforte e composizione all'Istituto musicale di Bologna. Fu direttore d'orchestra e pianista, nonché compositore di pezzi per pianoforte, pianoforte e voce, violino e voce. Compose anche un'opera su libretto di Ugo Fleres, l’Alcesti, mai rappresentata. Fu inoltre degna di nota la sua attività di ricercatore, revisore e adattatore di musiche del passato, in particolare come curatore della collezione edita dalla Casa Ricordi Antichi maestri italiani.
Fu direttore della scuola musicale di Reggio Emilia, professore di armonia complementare e di lettura della partitura presso l'Istituto musicale di Firenze, accademico delle Filarmoniche di Bologna, Roma e Firenze, e membro della Société française de musicologie. A causa delle leggi razziali del 1939 fu costretto a rinunciare a tutte le sue cariche.